# Menorquin

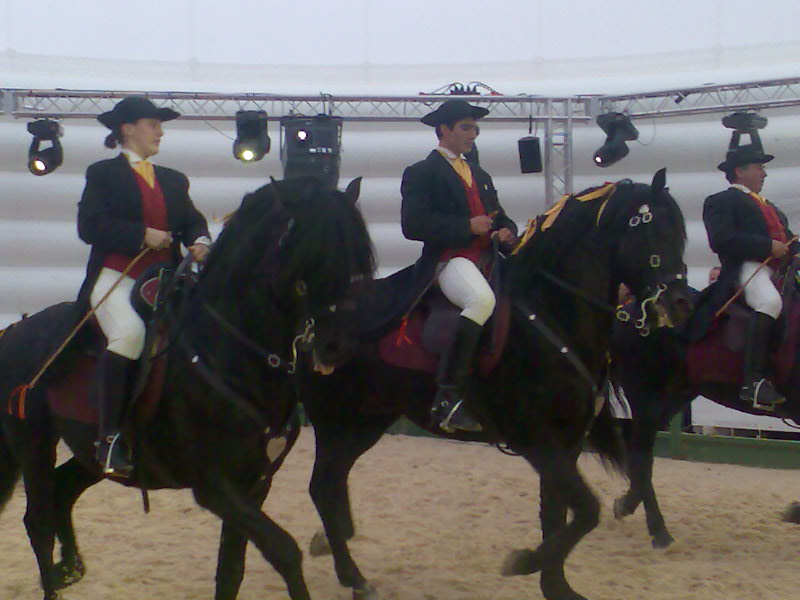
Formatierijden, Balearen, 2009

De Menorquin is een paardenras van het Baleareneiland Menorca in Spanje.

## Beschrijving
Het is een fier barokpaard met een zwarte vacht en weelderige manen. De veulens worden bruin geboren. Aftekeningen zijn niet gewenst. Ze hebben een elegante uitstraling en een rustig en gehoorzaam karakter. Ze hebben soepele, ritmische gangen. Ze zijn sober en robuust en kunnen veertig jaar oud worden.

## Gebruik
De paarden hebben veel talent voor hogeschooldressuur. Hun kunsten worden op straat vertoond en door de menigte bewonderd tijdens traditionele religieuze processies door de dorpen, Jaleo, waarbij ze vaak langdurig op hun achterbenen staan en lopen. Vanwege hun aanleg voor deze beweging, de courbette, vragen ze om een ervaren berijder. Het eiland kent zelfs een eigen tak van klassieke dressuur (Doma menorquina).

## Jaleo
Deze processies met muziek en ruiters op steigerende paarden vinden plaats op het eiland tijdens verschillende heiligendagen, vooral van juni tot september. Het Anthoniusfeest in januari wordt in alle dorpen tegelijk gevierd. De ruiters zijn elegant gekleed en ingedeeld naar rang van een hoofdman tot ridders. Iedere plaats heeft weer eigen tradities. Bij sommige ruiterfeesten doet men ook aan ringsteken.

## Fokkerij
Lange tijd was het huidige ras ingedeeld als ondertype van de andalusiër. Als voorouders van deze Iberische paarden gelden onder andere de berber, de arabier en de lusitano. Het verwante ras op Mallorca is de Balearenpony (Caballo mallorquín). 
Het eigen stamboek werd opgericht in 1989. Het stamboek heet Caballo de Pura Raza Menorquina.
Het aantal exemplaren bedraagt ca. 2500 en toont een stijgende lijn. Ze worden op beperkte schaal geëxporteerd, ook naar Nederland. 

## Galerij

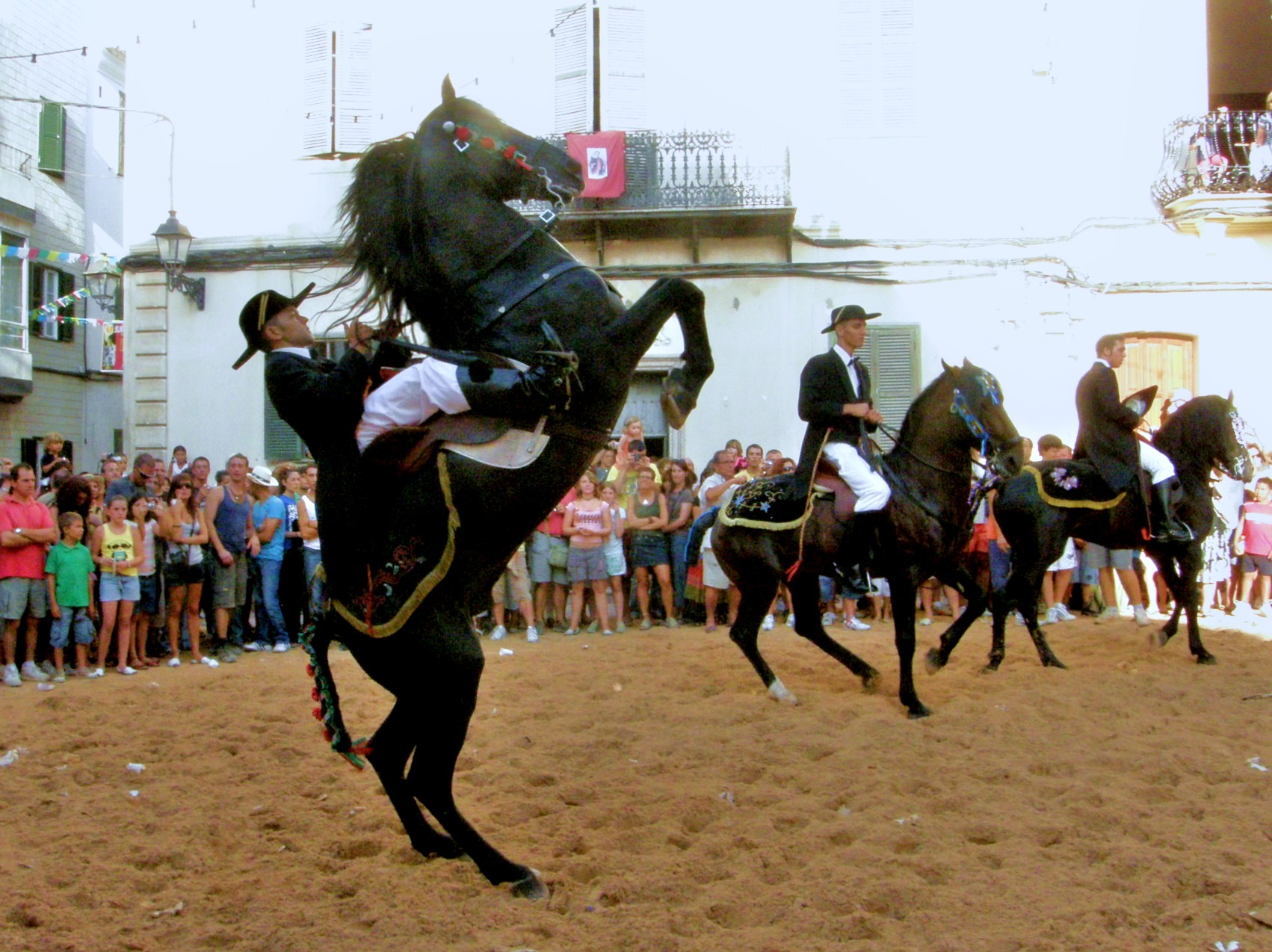
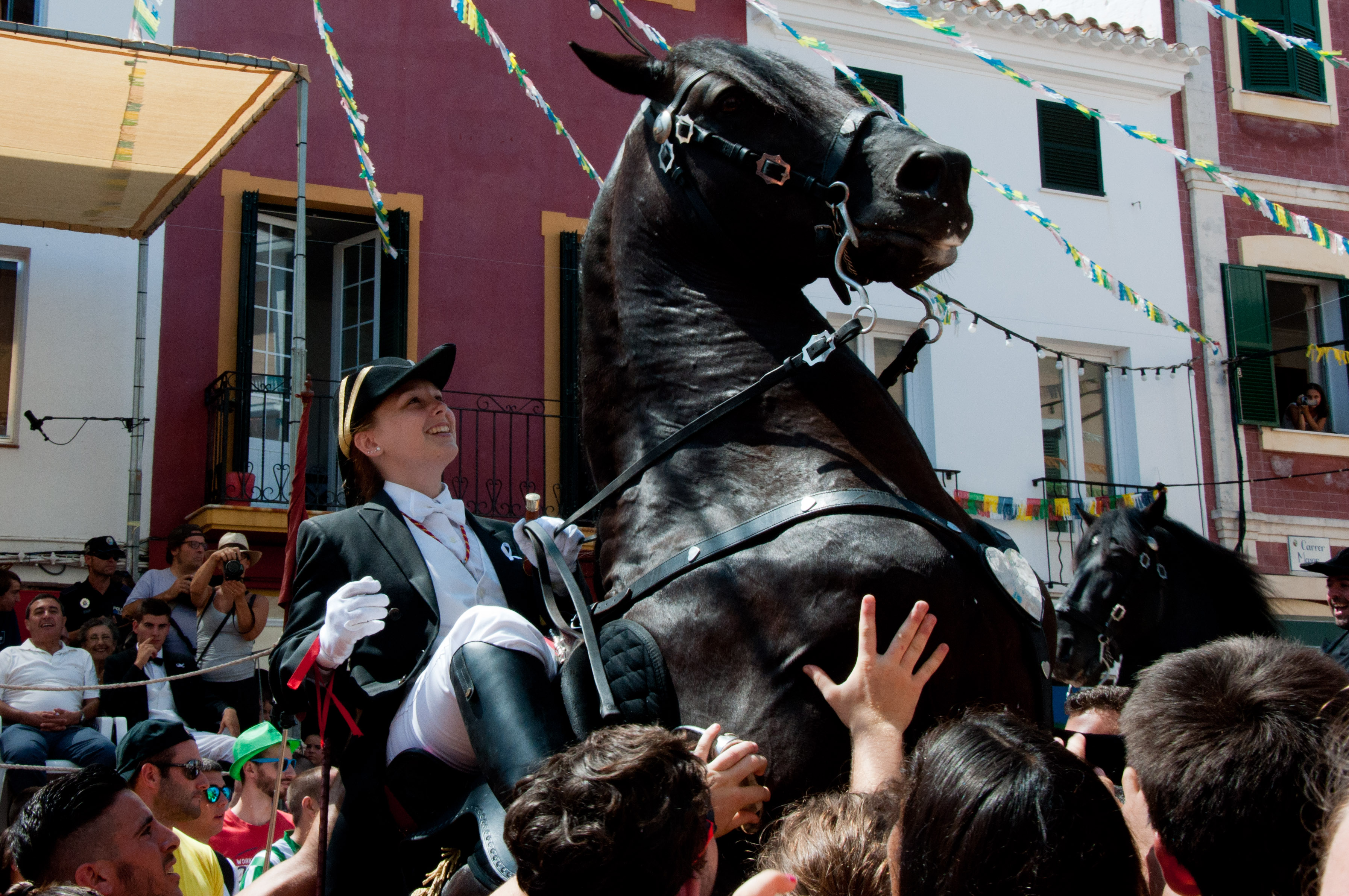